# 愛荷華小熊
愛荷華小熊（英語：Iowa Cubs）是美國職棒小聯盟的球隊，目前隸屬於芝加哥小熊的3A體系。球隊主場位於愛荷華州德梅因的首長球場，先前曾使用過塞克泰勒球場作為其主場。
1969年，該球隊以愛荷華橡樹為名成立。隨著球隊在1981年加入小熊隊體系，於是便在隔年將隊名改為小熊。2021年，3A的國際聯盟和太平洋岸聯盟合併，小熊隊最後加入3A東區。球隊僅在1993年拿過一次3A冠軍。

## 球隊歷史

### 美國協會
1969年，愛荷華橡樹隊成立，並成為運動家隊的附屬小聯盟球隊。當時橡樹隊培養了不少大聯盟球星，像是維達·布魯、名人堂選手Harold Baines、古斯·高薩吉等人，都曾在橡樹隊打過球。1970年和1971年，橡樹隊的勝率都超過五成，但最後都以第二名坐收。
1973年，橡樹隊成為白襪隊的附屬小聯盟球隊。球隊也在這年首闖冠軍賽，不過最終以3勝4敗輸球。1974年，隊上有兩名投手都在客場投出無安打比賽。
1975年，在成為太空人的3A球隊後，橡樹隊於1976年再度回到白襪隊旗下。球隊在這段時期年年都有競爭力，但是都打不進季後賽。1979年，名人堂教頭托尼·拉魯薩擔任球隊總教練。而隊上投手Dewey Robinson在這年頭出13勝7敗，防禦率2.93，並拿下9次救援成功，最後拿下年度MVP。
1981年，橡樹隊加入小熊隊旗下，並在隔年更名為愛荷華小熊。球隊在1980年代只打進兩次季後賽，而且都在準決賽被淘汰。
1982年，投手Jay Howell拿下年度MVP、Jim Napier拿下年度最佳總教練、Mel Hall拿下新人王。隔年Joe Carter也成功拿下新人王。1991年，塞克·泰勒球場被廢除，球隊也將主場改為首長球場。
1992年，球隊僅拿下51勝92敗。不過他們在1993年拿下85勝59敗，並成功拿下3A總冠軍。1997年，球隊再次闖進季後賽，不過他們在準決賽被水牛城野牛給橫掃出局。

### 太平洋岸聯盟
1997年，美國協會宣布解散。該協會的所有球隊因此加入3A的國際聯盟和太平洋岸聯盟，最後小熊隊加入後者。在加入太平洋岸聯盟的第一年，小熊隊就拿下分區冠軍，總教練甘迺迪還獲得年度總教練獎。不過他們在分區決賽輸給紐奧良微風。2001年，小熊隊再次拿下分區冠軍，結果又在分區決賽輸給微風隊。
2004年，小熊隊拿下79勝64敗，並在分區決賽贏得勝利。但是他們在總冠軍賽被沙加緬度河貓給橫掃。2007年，球隊捕手吉奧凡尼·索托的單季打擊率高達3成53，並敲出26轟與109分打點，順勢拿下MVP。2008年，小熊隊闖進季後賽，後來在分區決賽上輸給紅鷹隊。
2010年，名人堂球星Ryne Sandberg成為小熊隊總教練。一壘手Bryan LaHair以3成31打擊率，外帶38轟與109分打點的成績拿下太平洋岸聯盟的MVP。2014年5月7日，Chris Rusin投出無安打比賽。2015年，Carlos Pimentel以12勝6敗，2.95防禦率和188次奪三振的成績拿下太平洋岸聯盟年度投手獎。2019年，小熊隊重返季後賽，但是在分區決賽不敵特快車隊。2019年，Colin Rea以14勝拿下聯盟勝投王和年度投手獎。
2020年，小聯盟因為COVID-19疫情肆虐而將球季取消。

### 3A東區
隨著國際聯盟和太平洋岸聯盟在2020年因為疫情關係而解散合併，小熊隊也順勢加入新組成的3A東區。球隊在5月4日進行開幕戰，後來在5月9日上演球季第一場無安打比賽，由Shelby Miller、Tommy Nance、Brad Wieck和Ryan Meisinger接力投出。

## 外部連結
- 愛荷華小熊隊官網 （页面存档备份，存于）